# کرپنبه‌ای
کرپنبه‌ای، روستایی از توابع بخش رونیز شهرستان استهبان در استان فارس ایران است.

## جمعیت
این روستا در دهستان رونیز قرار دارد و براساس سرشماری مرکز آمار ایران در سال ۱۳۸۵، جمعیت آن ۱۷ نفر (۴خانوار) بوده‌است.